# Seven: The Street Prequel
Seven: The Street Prequel è il primo street album di Bassi Maestro e settimo album in studio. Il disco annovera la partecipazione di vari artisti: Mistaman, Jack the Smoker, Stokka & MadBuddy, Mondo Marcio e Fabri Fibra.
Un brano culto dell'album è S.A.I.C., in coppia con Fabri Fibra. La quinta traccia, Rezpekt, è campionata dal singolo Lean Back dei Terror Squad.

## Tracce
1. Intro
2. Gli ultimi testimoni (feat. Mistaman)
3. L'ingranaggio (Remix)
4. The Incredible Cock Dee
5. Rezpekt (feat. Jack the Smoker)
6. Musical Mafia (feat. Stokka & MadBuddy) (Remix)
7. La mia posse è troppo larga (feat. CdB)
8. Beiootchh!!! (feat. Mondo Marcio)
9. Parli di (feat. Mondo Marcio)
10. Time's Up
11. S.A.I.C. (feat. Fabri Fibra & DJ Yaner)
12. 2 di notte (Mondo Marcio & Jack the Smoker)
13. South-O-Biz (Skit)
14. Fuori dal coro (feat. CdB) (Short Version)